# Chumbinho
Marinaldo Cícero da Silva (ur. 21 września 1986) – brazylijski piłkarz występujący na pozycji pomocnika.

## Kariera piłkarska
Od 2005 roku występował w São Paulo, América, Kashima Antlers, Coritiba, Ponte Preta, Rio Claro, Leixões SC, Ethnikos Pireus, Olympiakos SFP, Panserraikos, OFI 1925, APO Lewadiakos, PAE Atromitos i Qarabağ.